# Holmiodiscus
Holmiodiscus is een monotypisch geslacht van schimmels behorend tot de familie Drepanopezizaceae. De typesoort is Holmiodiscus filipendulae .